# Kasteel van Wemmel

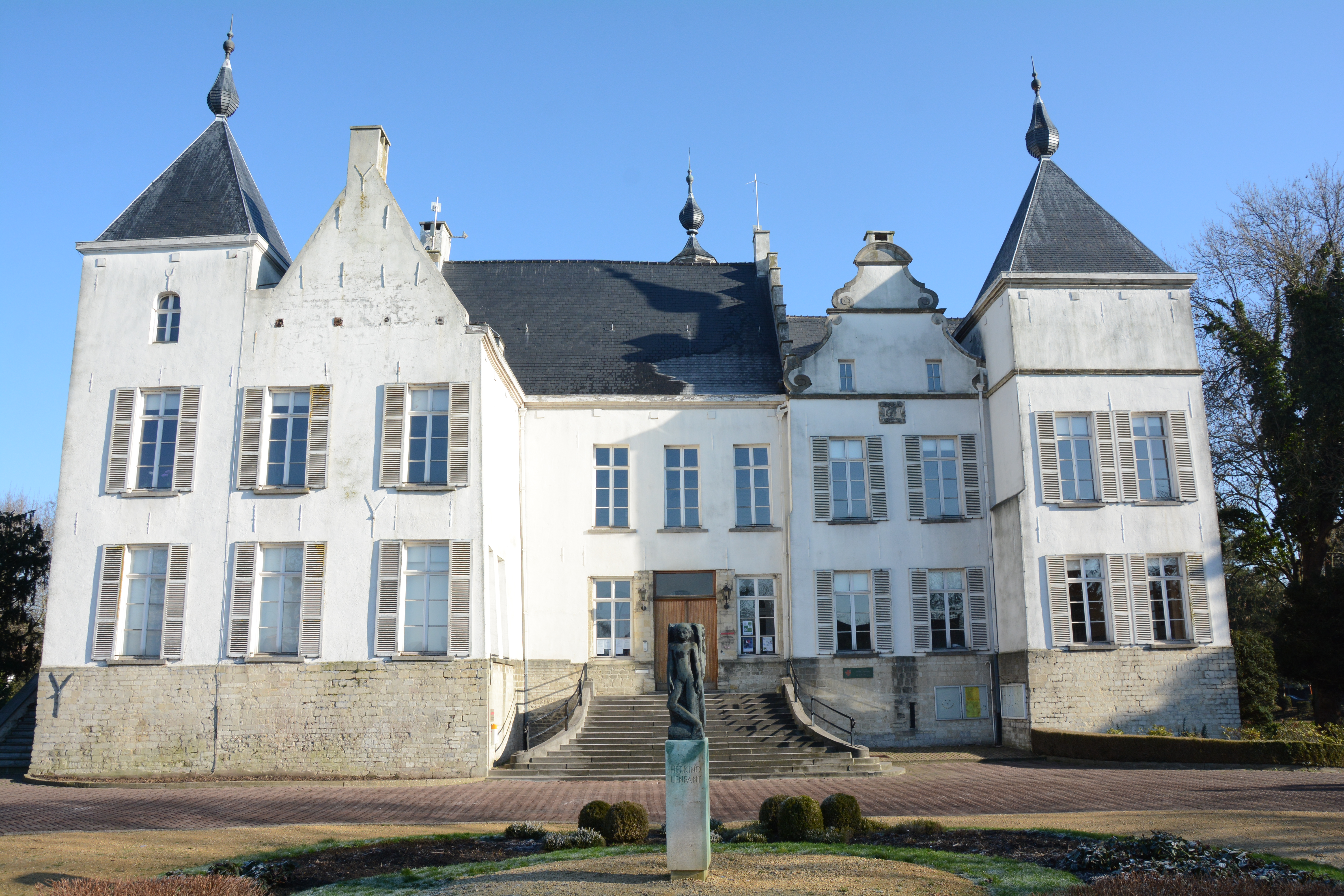
Kasteel van Wemmel

Het Kasteel van Wemmel is een kasteel in de Vlaams-Brabantse plaats Wemmel, gelegen aan de Dr. H. Folletlaan 28.

## Geschiedenis

### Bezitsgeschiedenis
Wemmel werd in leen uitgegeven door de Hertog van Brabant. De oudst bekende heer, Goswinus van Wambelne, werd vermeld in 1111. In 1263 kwam de heerlijkheid door huwelijk aan het geslacht Kraainem en eind 14e eeuw aan de familie Taye. In 1628 werd Wemmel een baronie met Engelbert Taye als eerste baron. In 1688 werd de baronie tot markizaat verheven. In 1792 kwam de heerlijkheid door huwelijk aan het geslacht Van der Noot. In 1838 kwam het goed aan de familie Van Limburg Stirum. Dit geslacht leverde een burgemeester.
In 1926 kwam het goed door verkoop aan de gemeente die het kasteel ging benutten als gemeentehuis en het landgoed als openbaar park.

### Gebouw
In de 14e eeuw was sprake van een versterkt waterkasteel, maar in 1649 werd dit, in opdracht van Philips Taye, omgevormd tot een hof van plaisantie in barokstijl. Aanvankelijk bestond dit uit een opperhof en een neerhof. Er vonden in de daaropvolgende eeuwen diverse verbouwingen en uitbreidingen plaats. Er zijn onderdelen uit de 17e, de 18e en de 19e eeuw. Het geheel werd in 1936 bepleisterd en in 1962-1963 witgeschilderd waardoor het kasteel oogt als één geheel. Opvallend zijn een tweetal vierkante hoektorens onder tentdak, een trapgeven en een in- en uitgezwenkte barokgevel.

## Park
Het kasteel wordt omringd door een park van 3,5 ha met slingerende paden, waarin zich ook een vijver bevindt met daarin een eilandje.
In 1961 werd het herdenkingsmonument Het Kind geplaatst dat de gesneuvelde soldaten uit de Eerste en Tweede Wereldoorlog gedenkt.